# Maurice Doublet
Pour les articles homonymes, voir Doublet.
Maurice Charles Henri Doublet (né le 8 avril 1914 à Saint-Maixent-l'École dans les Deux-Sèvres et mort le 14 avril 2001 dans le 15e arrondissement de Paris) est un haut fonctionnaire et homme politique français. Il est membre de 1938 à 1976 (avec des passages en cabinet ministériel) avant d'entrer directement en politique auprès de Jacques Chirac, étant notamment député européen de 1980 à 1981.

## Biographie

### Formation
Maurice Doublet est le fils de Charles Doublet, colonel, et de Henriette Cons. Il passe sa scolarité au Lycée Pierre-Loti à Rochefort, puis au Lycée Montaigne à Bordeaux. Il étudie à la Faculté de droit de Bordeaux où il obtient son doctorat en droit.
De 1935 à 1938, il est avocat stagiaire à la cour d'appel de Bordeaux.

### Carrière administrative
Il débute en 1938 dans le corps préfectoral comme chef de cabinet du préfet de la Gironde 
Pendant la Seconde Guerre mondiale il est  prisonnier de guerre dans un Oflag en Poméranie (Allemagne) de 1940 à 1944.
Après la guerre, il devient en 1945 secrétaire général de la Corrèze, sous-préfet hors cadre, adjoint au directeur du personnel au ministère de l’intérieur,  puis il est successivent sous-préfet de Vichy 1949, de Sens et de Roanne 1954.
En 1956-1957, il est directeur du cabinet de Marcel Champeix (secrétaire d’État à l’intérieur chargé des affaires algériennes). il est alors titularisé préfet hors cadre. 
En 1958, il obtient son premier poste de préfet de département dans le Tarn 
En 1959, il retourne comme préfet hors cadre au ministère de l'intérieur comme conseiller technique au cabinet de Pierre Chatenet (ministre de l’intérieur).
Il est préfet de l'Isère de 1961 à 1967, où il travaille à la préparation des Jeux olympiques d'hiver de 1968 à Grenoble.
Dernier préfet de la Seine 1967-1968, il est le premier préfet de Paris (1968-1969), et préfet de la région parisienne. Succédant à Paul Delouvrier comme délégué général au district de la région parisienne (1969-1975) il assure la délicate mise en œuvre de la loi du 10 juillet 1964, qui créée quatre nouveaux départements (Paris, Hauts-de-Seine, Seine-Saint-Denis) à partir de celui de la Seine.
Il est en même temps de 1969-1975 président du conseil d’administration de l’Agence financière du bassin Seine-Normandie, président du conseil d’administration du Syndicat des transports parisiens (où il met en place la carte Orange en 1975 et lance les travaux du RER) et de l’Institut d’aménagement et d’urbanisme de la région parisienne. Il y engage les grands chantiers inscrits dans le schéma directeur de 1965 dont la création des villes nouvelles.
En 1975, il démissionne de ses fonctions préfectorales et en 1976, il est admis à la retraite.

### Vie privée
Marié avec Simone Greletty, il a un fils : Jean-Louis. Son épouse meurt en mars 2000 et est inhumée à Brive-la-Gaillarde (Corrèze). Il a une fille Nicole Doublet.

## Retraite
Retraité, Maurice Doublet reste actif et il accepte jusqu'à sa mort en 2001 une variété de fonctions administratives, politiques et honorifiques : 
- 1975-1977 : président du comité international pour la sauvegarde et la mise en valeur de la mer Méditerranée
- 1976-2001 : président de la Fondation ARSEP pour la recherche sur la sclérose en plaques[5] et du Festival de l’Île-de-France
- 1976-1978 : président d’honneur de la fondation Bull
- 1977-1979 : chargé de mission auprès du maire de Paris, directeur général du cabinet du maire de Paris
- 1979-1984 : commissaire général à l’aménagement du Palais omnisports de Paris-Bercy
- 1979-1989 : président directeur général de la SAEMES
- 1980-1981 : député au Parlement européen en remplacement de Pierre Messmer démissionnaire
- 1982-1998 : président puis président d’honneur de la Société des amis du musée Carnavalet
- 1985-1991 : président de l’Association nationale des docteurs en droit[6]
- 1986-2001 : président de l’Association française des tunnels et de l’espace souterrain[7], administrateur d’Avon SA France.

## Œuvre
- Paris en procès (1976)

## Décorations
- Commandeur de la Légion d'honneur
- Grand-croix de l'ordre national du Mérite
- Croix de guerre 1939–1945
- Commandeur de l'ordre des Palmes académiques
- Officier de l'ordre du Mérite civil
- Officier de l'ordre du Mérite agricole
- Chevalier de l'ordre des Arts et des Lettres
- Chevalier de l'ordre de la Santé publique,
- Chevalier de l'ordre du Mérite social
- Chevalier de l'ordre de l’Économie nationale (1963)[8]
- Chevalier de l'ordre du Mérite touristique
- Titulaire de nombreuses décorations étrangères.

## Récompenses et distinctions
- Lauréat de l’Institut
- Lauréat de la faculté de droit de Bordeaux
- Commander of the American Legion.